# Прапор Мурманської області

Прапор Мурманської області

Прапор Мурманської області є символом Мурманської області. Прийнято 6 червня 2004 року.

## Опис
Прапор Мурманської області являє собою прямокутне полотнище з відношенням ширини до довжини 2:3, що складається із двох нерівних горизонтальних смуг: верхньої — лазурового й нижньої — червленого кольору. Лазурова смуга несе золоте зображення північного сяйва, розташоване по центру смуги, завдовжки, рівній ширині полотнища прапора, загальною шириною — 2/5 ширини полотнища прапора.  